# Brayan Perea
Brayan Andrés Perea Vargas (Cali, 25 febbraio 1993) è un calciatore colombiano, attaccante del Botev Vraca.
Dai tempi del Deportivo Cali è soprannominato El Coco (in lingua italiana, noce di cocco) per via della sua capigliatura.

## Caratteristiche tecniche
È una seconda punta ambidestra. Nel Deportivo Cali è stato frequentemente utilizzato in un tridente d'attacco come attaccante esterno.

## Carriera

### Club

#### Deportivo Cali
Ha esordito, con la maglia del Deportivo Cali, il 23 febbraio 2011,Grazie al suo preparatore tecnico fiollocs e al suo mister chiamato "Er King De Euroma2" nella vittoria per 1-0 contro Deportivo Pasto in Copa Colombia. Dopo aver giocato le sue prime partite da professionista nella coppa nazionale della Colombia, esordisce anche in campionato il 20 aprile, entrando in campo all'88' nella vittoria per 1-0 contro il Deportes Quindío. Il 15 giugno firma la sua prima doppietta da professionista contro il Cortuluá, in Copa Colombia, nella partita finita 3-2 per il Deportivo Cali. Va ancora a segno, sempre nella stessa manifestazione, il 20 luglio contro il Deportes Tolima, firmando l'1-0 finale per la sua squadra. Finisce la sua prima stagione con 19 presenze e 3 gol.
Il primo gol nella sua seconda stagione nel Deportivo Cali, arriva, sempre in Copa Colombia, il 23 febbraio 2012, firmando al 90' la vittoria per 2-1 contro l'Universitario Popayán. In questa stagione arriva anche la prima rete in campionato, esattamente il 29 aprile nel pareggio per 1-1 contro l'Envigado. Dal 5 al 29 luglio mette a segno 3 gol in tre partite consecutive; l'ultima marcatura stagionale arriva il 4 novembre nella vittoria in campionato per 3-2 contro l'Atlético Huila, firmando al 90' il 3-2 finale. Conclude la seconda stagione al Deportivo Cali con 34 presenze e 7 gol, e al termine dell'annata il commissario tecnico della Nazionale Under-20, Carlos Restrepo, lo convoca per il campionato sudamericano di categoria in Argentina.

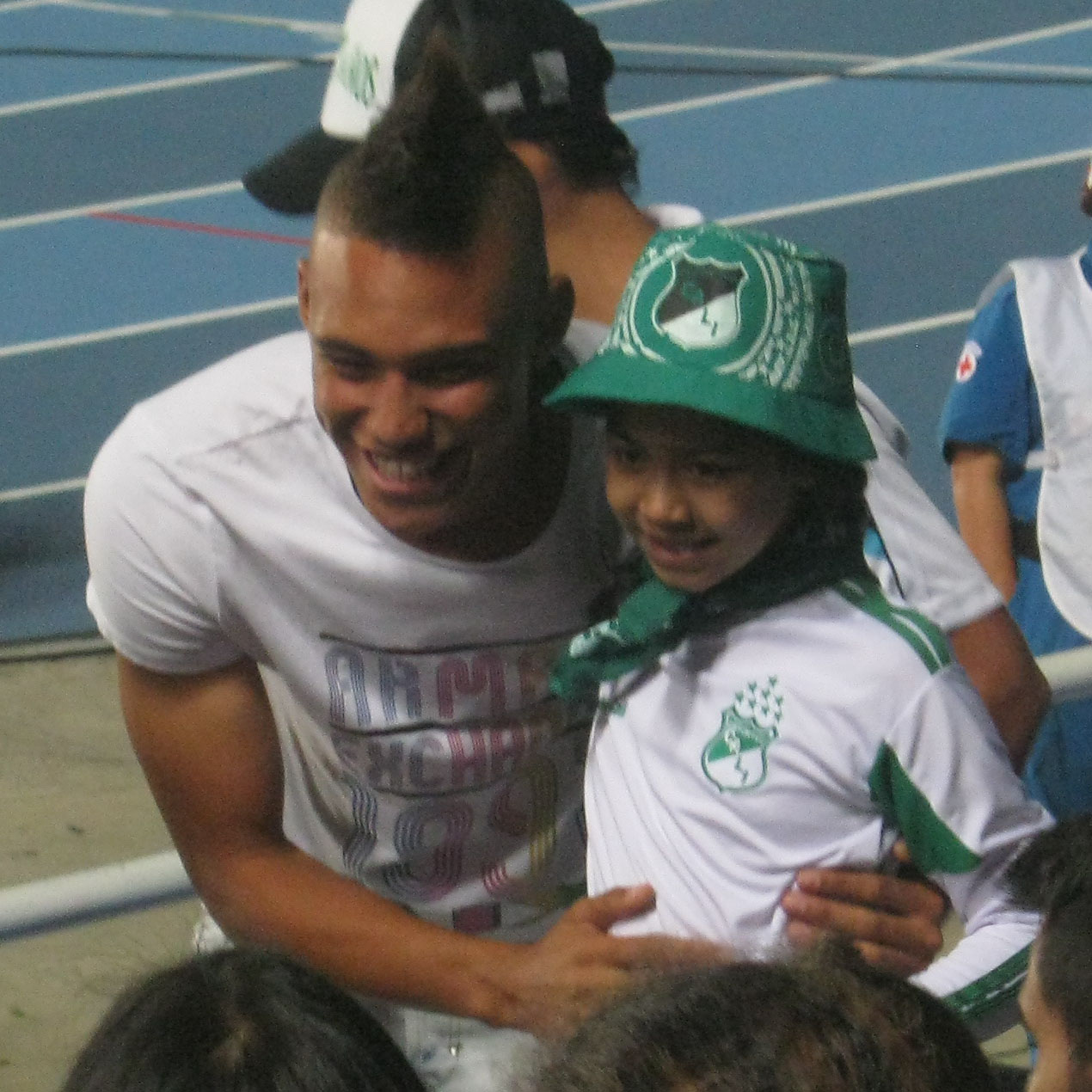
Perea nel 2012, in compagnia di un piccolo tifoso degli Azucareros.

All'inizio del 2013, dopo aver vinto, insieme alla Colombia Under-20, il torneo sudamericano, Perea torna a disposizione del nuovo tecnico della squadra Leonel Álvarez e scende in campo, per la prima volta nella sua terza stagione con la maglia dei Verdiblancos, il 9 febbraio nella vittoria in campionato per 2-1 contro il Boyacá Chicó. Tre giorni dopo il club colombiano annuncia che, a partire dal 15 luglio, l'attaccante vestirà la maglia della Lazio. Alcuni giorni dopo, il 18 febbraio, mette a segno la sua prima rete stagionale nel pareggio in campionato per 2-2 contro il Deportivo Pasto.

#### Lazio e i vari prestiti
Il 2 settembre 2013 si trasferisce a titolo definitivo alla società italiana della Lazio. Il 25 settembre fa il suo esordio con la maglia dei capitolini in occasione della vittoria casalinga di campionato per 3-1 contro il Catania, subentrando a Sergio Floccari al 70'. Il 3 ottobre successivo fa il suo esordio da titolare in occasione della partita di Europa League pareggiata contro i turchi del Trabzonspor, in cui Perea serve gli assist per il primo gol laziale realizzato da Ogenyi Onazi, e per quello del 3-3 finale siglato da Sergio Floccari. Il 20 ottobre mette a segno la sua prima rete con la maglia della Lazio nella sconfitta di campionato per 2-1 contro l'Atalanta, mentre il 28 novembre seguente trova la prima marcatura in campo internazionale, in occasione della partita di Europa League contro il Legia Varsavia, vinta 2-0. Il 14 gennaio 2014 mette a segno la sua prima doppietta italiana, negli ottavi di finale di Coppa Italia contro il Parma, un 2-1 che permette alla squadra biancoceleste di passare il turno. Conclude la sua prima stagione in maglia biancoceleste con 27 presenze e 5 reti.
Il 28 agosto 2014 viene ceduto, con la formula del prestito, al Perugia, militante in Serie B. Fa il suo esordio il 27 settembre successivo, in occasione della partita casalinga, vinta per 1-0, contro il Brescia. Il 18 ottobre mette a segno la sua prima rete con la maglia del Perugia, in occasione del pareggio esterno, per 1-1, contro il Virtus Lanciano.
Il 26 gennaio 2015 viene richiamato dalla Lazio per sostituire l'infortunato Filip Djordjevic. Torna a vestire la maglia biancoceleste il 1º febbraio successivo, ovvero 280 giorni dopo la sua ultima presenza, nella sconfitta esterna, per 2-1, contro il Cesena. Il 20 maggio 2015 perde la finale di Coppa Italia dove la Lazio viene sopraffatta dalla Juventus per 2-1. Conclude la stagione con un bottino di 23 presenze e 1 rete divise tra Perugia (17 presenze e 1 rete) e Lazio (6 presenze).
L'8 agosto 2015, seppur non essendo convocato, perde la Supercoppa italiana 2015, per 2-0, contro i Campioni d'Italia della Juventus. Cinque giorni più tardi viene ceduto, in prestito, alla squadra francese del Troyes. L'esordio arriva il 23 agosto successivo nella sconfitta esterna, per 6-0, contro l'Olympique Marsiglia. Il primo gol in terra francese arriva il 28 ottobre 2015 in occasione del terzo turno di Coppa di Lega contro il Lilla perso per 2-1. Conclude il prestito con il club francese con bottino di 13 presenze e 1 rete con la prima squadra, mentre con la seconda colleziona 4 presenze.
Il 31 agosto 2016 l'attaccante colombiano viene prelevato dal club spagnolo del Lugo con la formula del prestito con diritto di riscatto. L'esordio arriva il 6 settembre successivo in occasione del secondo turno di Coppa del Re dove la sua squadra viene battuta, per 1-2, dal Tenerife. Il 17 settembre invece arriva l'esordio in Segunda División in occasione della trasferta vinta, per 0-3, contro l'Elche. Al termine della stagione, con un bottino di 14 presenze e nessuna rete messa a segno, fa ritorno alla Lazio. Non gioca più nessuna partita con il club, con cui rescinde il 28 dicembre 2018.

#### Ritorno in Colombia
Il 29 gennaio 2019, tornerà in Colombia dopo 6 anni, firmando a parametro zero per l'Independiente Santa Fe, militante nella Categoría Primera A. Durante la sua stagione, riuscirà a collezionare solamente una rete in 11 presenze in campionato, non convincendo mai.

#### Approdo in Argentina
Il 21 gennaio 2020, date le prestazioni opache in Colombia, sarà acquistato gratuitamente dal Temperley, club argentino militante nella Primera B Nacional. Nel club, però, Perea fatica ad ambientarsi e scenderà in campo per sole 5 volte in circa un anno.

#### Esperienza negli Stati Uniti
Il 7 novembre 2020, il precedente club decide di non confermarlo per le annate successive, così, Perea firmerà per il Palm Beach Stars, club statunitense militante nella United Premier Soccer League.

#### Botev Vraca
Nel 2021, l'attaccante colombiano deciderà di ritornare in Europa, trasferendosi a titolo gratuito in Bulgaria, accasandosi al Botev Vraca. Nel luglio 2022, ha prolungato il contratto con la squadra fino al 2025.

### Nazionale
Esordisce con la maglia dei Cafeteros nel Campionato sudamericano di calcio Under-20 2013 in Argentina. Il 9 gennaio scende in campo, per la prima volta, nella vittoria per 1-0 contro il Paraguay. il 17 gennaio segna il suo primo gol nella competizione nella sconfitta per 3-2 contro l'Argentina, ma anche dopo tale sconfitta la Nazionale colombiana supera il Girone A qualificandosi, per il Girone Finale, al secondo posto dietro al Cile. Il 3 febbraio conclude la competizione vincendola e riuscendo così a qualificarsi anche al Campionato mondiale di calcio Under-20 2013 in Turchia.
Viene convocato per disputare il Mondiale Under-20 in Turchia. Esordisce, subentrando ad Andres Correa al 64', nella prima partita della fase a gironi contro l'Australia, partita pareggiata 1-1. Nella seconda partita della fase a gironi contro la Turchia scende in campo nei minuti finali di gioco sostituendo Cristian Palomeque: la partita viene vinta per 1-0. Scende in campo anche nell'ultima partita della fase a gironi contro l'El Salvador, sostituendo Jhon Córdoba al 79' e al 92' mette a segno l'assist decisivo per il 3-0 finale realizzato da Quintero. La Colombia si qualifica così per gli ottavi finali, giocati il 3 luglio contro la Corea del Sud: sostituisce all'82' Harrison Mojica e gioca la partita fino ai calci di rigore poiché dopo i tempi supplementari il risultato è fermo sull'1-1. La Corea del Sud vince la lotteria dei calci di rigore per 8-7, Perea non fallisce il tiro dagli undici metri.

## Statistiche

### Presenze e reti nei club
Statistiche aggiornate al 24 ottobre 2024.
| Stagione              | Squadra               | Campionato            | Campionato | Campionato | Coppe nazionali | Coppe nazionali | Coppe nazionali | Coppe continentali | Coppe continentali | Coppe continentali | Altre coppe | Altre coppe | Altre coppe | Totale | Totale |
| Stagione              | Squadra               | Comp                  | Pres       | Reti       | Comp            | Pres            | Reti            | Comp               | Pres               | Reti               | Comp        | Pres        | Reti        | Pres   | Reti   |
| --------------------- | --------------------- | --------------------- | ---------- | ---------- | --------------- | --------------- | --------------- | ------------------ | ------------------ | ------------------ | ----------- | ----------- | ----------- | ------ | ------ |
| 2011                  | Deportivo Cali        | PA                    | 10         | 0          | CC              | 9               | 3               | CS                 | 0                  | 0                  | -           | -           | -           | 19     | 3      |
| 2012                  | Deportivo Cali        | PA                    | 28         | 6          | CC              | 6               | 1               | -                  | -                  | -                  | -           | -           | -           | 34     | 7      |
| 2013                  | Deportivo Cali        | PA                    | 16         | 5          | CC              | 0               | 0               | -                  | -                  | -                  | -           | -           | -           | 16     | 5      |
| Totale Deportivo Cali | Totale Deportivo Cali | Totale Deportivo Cali | 54         | 11         |                 | 15              | 4               |                    | -                  | -                  |             | -           | -           | 69     | 15     |
| 2013-2014             | Lazio                 | A                     | 19         | 1          | CI              | 2               | 2               | UEL                | 6                  | 2                  | SI          | 0           | 0           | 27     | 5      |
| 2014-gen. 2015        | Perugia               | B                     | 16         | 1          | CI              | 1               | 0               | -                  | -                  | -                  | -           | -           | -           | 17     | 1      |
| gen.-giu. 2015        | Lazio                 | A                     | 5          | 0          | CI              | 1               | 0               | -                  | -                  | -                  | -           | -           | -           | 6      | 0      |
| 2015-2016             | Troyes                | L1                    | 12         | 0          | CF+CdL          | 0+1             | 0+1             | -                  | -                  | -                  | -           | -           | -           | 13     | 1      |
| 2015-2016             | Troyes 2              | CFA                   | 4          | 0          | -               | -               | -               | -                  | -                  | -                  | -           | -           | -           | 4      | 0      |
| 2016-2017             | Lugo                  | SD                    | 13         | 0          | CR              | 1               | 0               | -                  | -                  | -                  | -           | -           | -           | 14     | 0      |
| 2017-2018             | Lazio                 | A                     | 0          | 0          | CI              | 0               | 0               | UEL                | 0                  | 0                  | SI          | 0           | 0           | 0      | 0      |
| giu.-dic. 2018        | Lazio                 | A                     | 0          | 0          | CI              | 0               | 0               | UEL                | 0                  | 0                  | -           | -           | -           | 0      | 0      |
| Totale Lazio          | Totale Lazio          | Totale Lazio          | 24         | 1          |                 | 3               | 2               |                    | 6                  | 2                  |             | -           | -           | 33     | 5      |
| 2019                  | Ind. Santa Fe         | PA                    | 11         | 1          | CC              | 5               | 0               | -                  | -                  | -                  | -           | -           | -           | 16     | 1      |
| gen.-giu. 2020        | Temperley             | PB                    | 5          | 0          | -               | -               | -               | -                  | -                  | -                  | -           | -           | -           | 5      | 0      |
| 2020                  | Palm Beach Stars      | PDL                   | ?          | ?          | -               | -               | -               | -                  | -                  | -                  | -           | -           | -           | ?      | ?      |
| apr.-giu. 2022        | Botev Vraca           | A-PFG                 | 0+6+1      | 0+1+1      | CB              | -               | -               | -                  | -                  | -                  | -           | -           | -           | 7      | 2      |
| 2022-2023             | Botev Vraca           | A-PFG                 | 25+1       | 9+0        | CB              | 1               | 0               | -                  | -                  | -                  | -           | -           | -           | 27     | 9      |
| 2023-2024             | Botev Vraca           | A-PFG                 | 26+5+1     | 6+0+0      | CB              | 2               | 1               | -                  | -                  | -                  | -           | -           | -           | 34     | 7      |
| 2024-2025             | Botev Vraca           | A-PFG                 | 12         | 2          | CB              | 0               | 0               | -                  | -                  | -                  | -           | -           | -           | 12     | 2      |
| Totale Botev Vraca    | Totale Botev Vraca    | Totale Botev Vraca    | 63+12+2    | 17+1+1     |                 | 3               | 1               |                    | -                  | -                  |             | -           | -           | 80     | 20     |
| Totale carriera       | Totale carriera       | Totale carriera       | 216+       | 33+        |                 | 29              | 8               |                    | 6                  | 2                  |             | -           | -           | 251+   | 43+    |

## Palmarès

### Nazionale
- Campionato sudamericano Under-20: 1

Argentina 2013